# Poropoea reticulata
Poropoea reticulata är en stekelart som beskrevs av Hirose 1963. Poropoea reticulata ingår i släktet Poropoea och familjen hårstrimsteklar. Inga underarter finns listade i Catalogue of Life.